# Buffalo Bills 1982
La stagione 1982 dei Buffalo Bills è stata la 13ª della franchigia nella National Football League, la 23ª complessiva. Con Chuck Knox capo-allenatore per il quinto anno la squadra ebbe un record di 4-5, classificandosi nona nella AFC e mancando l'accesso ai playoff dopo la qualificazione dei due anni precedenti. A causa di uno sciopero dei giocatori il calendario fu accorciato a nove partite e non vi furono classifiche di division.
I Bills guidarono la lega in yard corse nel 1982, con 1.371 (152,3 a partita).

## Roster
| Roster dei Buffalo Bills nel 1982 |
| --- |
| Quarterback - 12 Joe Ferguson - 10 Matt Kofler - 17 Matt Robinson Running Back - 47 Curtis Brown FB - 20 Joe Cribbs - 25 Roland Hooks - 48 Roosevelt Leaks FB - 34 Booker Moore - 40 Robb Riddick Wide Receiver - 80 Jerry Butler - 87 Robert Holt - 82 Frank Lewis - 88 Mike Mosley KR/WR - 89 Lou Piccone - 81 Perry Tuttle Tight End - 86 Mark Brammer - 84 Buster Barnett Offensive Linemen - 73 Jon Borchardt T - 78 Justin Cross T - 70 Joe Devlin T - 53 Will Grant C - 72 Ken Jones T - 61 Tom Lynch G - 67 Reggie McKenzie G - 51 Jim Ritcher G - 65 Tim Vogler G/C Defensive Linemen - 91 Ken Johnson DE - 97 Darrell Irvin DE - 99 Mark Roopenian NT - 76 Fred Smerlas DT - 83 Sherman White DE - 77 Ben Williams DE Linebacker - 55 Jim Haslett ILB - 52 Chris Keating ILB - 60 Joey Lumpkin - 54 Eugene Marve ILB - 59 Shane Nelson ILB - 62 Ervin Parker OLB - 58 Isiah Robertson OLB - 57 Lucius Sanford OLB - 41 Phil Villapiano OLB Defensive Back - 29 Mario Clark CB - 22 Steve Freeman SS - 42 Rod Kush SS - 24 Lemar Parrish CB - 38 Jeff Nixon FS - 26 Charles Romes CB - 45 Bill Simpson - 27 Chris Williams CB Special Team - 7 Greg Cater P - 1 Efren Herrera K - 5 Nick Mike-Mayer K Lista delle riserve - 85 Byron Franklin WR (IR) |
| Legenda - I rookie sono in corsivo. - Il primo ruolo è il principale mentre gli eventuali successivi indicano i ruoli secondari. - (IR) sta per Injured Reserve ed indica la lista ristretta per un solo giocatore infortunato che può tornare ad allenarsi dopo la settimana 6 e a rientrare in prima squadra dopo che questa ha giocato 8 partite. - (NF-Inj.) / (NF-Ill.) stanno rispettivamente per Non-Football Injured e Non-Football Illness ed indicano le liste dove viene inserito un giocatore che ha un infortunio o una malattia non dipendente dal football americano. - (PUP) sta per Physically Unable to Perform ed indica la lista dove viene inserito un giocatore mentre è in attesa di recuperare la condizione fisica. Nella stagione regolare dopo la sesta partita giocata dalla propria squadra, il giocatore ha tempo tre settimane per riprendere ad allenarsi, più tre settimane aggiuntive dal suo rientro agli allenamenti per rientrare in prima squadra. |

Fonte:

## Calendario
| Stagione regolare      |              |                         |           |        |                          |         |
| Turno                  | Data         | Avversario              | Risultato | Record | Stadio                   | Sintesi |
| 1                      | 12 settembre | Kansas City Chiefs      | V 14– 9   | 1–0    | Rich Stadium             | Recap   |
| 2                      | 16 settembre | Minnesota Vikings       | V 23–22   | 2–0    | Rich Stadium             | Recap   |
| Sciopero dei giocatori |              |                         |           |        |                          |         |
| 3                      | 21 novembre  | Miami Dolphins          | S 7–9     | 2–1    | Rich Stadium             | Recap   |
| 4                      | 28 novembre  | Baltimore Colts         | V 20–0    | 3–1    | Rich Stadium             | Recap   |
| 5                      | 5 dicembre   | at Green Bay Packers    | S 21–33   | 3–2    | Milwaukee County Stadium | Recap   |
| 6                      | 12 dicembre  | Pittsburgh Steelers     | V 13– 0   | 4–2    | Rich Stadium             | Recap   |
| 7                      | 19 dicembre  | at Tampa Bay Buccaneers | S 23–24   | 4–3    | Tampa Stadium            | Recap   |
| 8                      | 27 dicembre  | at Miami Dolphins       | S 10–27   | 4–4    | Miami Orange Bowl        | Recap   |
| 9                      | 2 gennaio    | at New England Patriots | S 19–30   | 4–5    | Schaefer Stadium         | Recap   |

## Classifiche
| American Football Conference |   |   |   |      |     |     |     |
|                              | V | S | P | %    | PF  | PS  | STR |
| Los Angeles Raiders(1)       | 8 | 1 | 0 | .889 | 260 | 200 | V5  |
| Miami Dolphins(2)            | 7 | 2 | 0 | .778 | 198 | 131 | V3  |
| Cincinnati Bengals(3)        | 7 | 2 | 0 | .778 | 232 | 177 | V2  |
| Pittsburgh Steelers(4)       | 6 | 3 | 0 | .667 | 204 | 146 | V2  |
| San Diego Chargers(5)        | 6 | 3 | 0 | .667 | 288 | 221 | S1  |
| New York Jets(6)             | 6 | 3 | 0 | .667 | 245 | 166 | S1  |
| New England Patriots(7)      | 5 | 4 | 0 | .556 | 143 | 157 | V1  |
| Cleveland Browns(8)          | 4 | 5 | 0 | .444 | 140 | 182 | S1  |
| Buffalo Bills                | 4 | 5 | 0 | .444 | 150 | 154 | S3  |
| Seattle Seahawks             | 4 | 5 | 0 | .444 | 127 | 147 | V1  |
| Kansas City Chiefs           | 3 | 6 | 0 | .333 | 176 | 184 | V1  |
| Denver Broncos               | 2 | 7 | 0 | .222 | 148 | 226 | S3  |
| Houston Oilers               | 1 | 8 | 0 | .111 | 136 | 245 | S7  |
| Baltimore Colts              | 0 | 8 | 1 | .056 | 113 | 236 | S2  |